# Chérencé-le-Roussel
Chérencé-le-Roussel és un municipi francès situat al departament de la Manche i a la regió de Normandia. L'any 2007 tenia 342 habitants.

## Demografia

### Població
El 2007 la població de fet de Chérencé-le-Roussel era de 342 persones. Hi havia 150 famílies de les quals 48 eren unipersonals (20 homes vivint sols i 28 dones vivint soles), 57 parelles sense fills i 45 parelles amb fills.
La població ha evolucionat segons el següent gràfic:
Habitants censats

### Habitatges
El 2007 hi havia 207 habitatges, 151 eren l'habitatge principal de la família, 44 eren segones residències i 12 estaven desocupats. 199 eren cases i 2 eren apartaments. Dels 151 habitatges principals, 96 estaven ocupats pels seus propietaris, 51 estaven llogats i ocupats pels llogaters i 4 estaven cedits a títol gratuït; 2 tenien una cambra, 12 en tenien dues, 41 en tenien tres, 37 en tenien quatre i 58 en tenien cinc o més. 58 habitatges disposaven pel capbaix d'una plaça de pàrquing. A 93 habitatges hi havia un automòbil i a 36 n'hi havia dos o més.

### Piràmide de població
La piràmide de població per edats i sexe el 2009 era:
| Homes | Edats   | Dones |
| ----- | ------- | ----- |
| 0     | 95 o +  | 0     |
| 0     | 90 a 94 | 8     |
| 0     | 85 a 89 | 4     |
| 0     | 80 a 84 | 0     |
| 20    | 75 a 79 | 4     |
| 12    | 70 a 74 | 16    |
| 8     | 65 a 69 | 16    |
| 16    | 60 a 64 | 8     |
| 4     | 55 a 59 | 12    |
| 8     | 50 a 54 | 12    |
| 4     | 45 a 49 | 0     |
| 20    | 40 a 44 | 16    |
| 12    | 35 a 39 | 16    |
| 8     | 30 a 34 | 0     |
| 4     | 25 a 29 | 8     |
| 8     | 20 a 24 | 4     |
| 24    | 15 a 19 | 4     |
| 24    | 10 a 14 | 20    |
| 16    | 5 a 9   | 8     |
| 4     | 0 a 4   | 4     |

## Economia
El 2007 la població en edat de treballar era de 199 persones, 131 eren actives i 68 eren inactives. De les 131 persones actives 121 estaven ocupades (75 homes i 46 dones) i 10 estaven aturades (4 homes i 6 dones). De les 68 persones inactives 27 estaven jubilades, 17 estaven estudiant i 24 estaven classificades com a «altres inactius».

### Ingressos
El 2009 a Chérencé-le-Roussel hi havia 143 unitats fiscals que integraven 311 persones, la mediana anual d'ingressos fiscals per persona era de 14.115 €.

### Activitats econòmiques
Dels 9 establiments que hi havia el 2007, 2 eren d'empreses alimentàries, 2 d'empreses de construcció, 2 d'empreses de comerç i reparació d'automòbils, 2 d'empreses d'hostatgeria i restauració i 1 d'una empresa de serveis.
Els 2 serveis als particulars que hi havia el 2009 eren fusteries.
L'únic establiment comercial que hi havia el 2009 era una fleca.
L'any 2000 a Chérencé-le-Roussel hi havia 54 explotacions agrícoles que ocupaven un total de 760 hectàrees.

## Poblacions més properes
El següent diagrama mostra les poblacions més properes.